# George Pratt, II marchese di Camden
George Charles Pratt, II marchese di Camden (Londra, 2 maggio 1799 – Bayham Abbey, 6 agosto 1866), è stato un nobile e politico inglese.

## Biografia
Era l'ultimogenito e unico figlio maschio di John Pratt, I marchese di Camden, e di sua moglie, Frances Molesworth, figlia di William Molesworth di Wenbury, secondo figlio di Sir John Molesworth, IV Baronetto. Studiò all'Eton College e al Trinity College di Cambridge.

## Carriera
Nel 1821, divenne un deputato conservatore per Ludgershall, poi per Bath (1830) e, infine, per Dunwich (1831). Era anche un Lord dell'Ammiragliato (1828-1829).
L'8 gennaio 1835 entrò nella Camera dei lord mentre nel 1840 successe al padre ed è stato nominato Cavaliere della Giarrettiera nel 1846, e Lord Luogotenente di Brecknockshire nel 1865.

## Matrimonio
Sposò, il 27 agosto 1835 a Bromley Palace, Harriet Murray (1813-1854), figlia di George Murray, vescovo di Rochester e di Lady Sarah Hay-Drummond. Ebbero tre figli:
- John Pratt, III marchese di Camden (30 giugno 1840-4 maggio 1872);
- Lord George Murray Pratt (14 gennaio 1843-14 ottobre 1922), sposò Charlotte Eaton, non ebbero figli;
- Lord Charles Robert Pratt (31 luglio 1847-1905), sposò Florence Stevenson, ebbero quattro figli.

## Morte
Morì il 6 agosto 1866 a Bayham Abbey, nel Sussex.